# Wálter Guevara Arze
Wálter Guevara Arze em 1979
assinatura
Wálter Guevara Arze (Cochabamba, 11 de março de 1912 — La Paz, 20 de junho de 1996) foi um político boliviano e presidente de seu país entre 8 de agosto de 1979 e 1 de novembro de 1979.

## Antecedentes e carreira anterior
Guevara nasceu na província de Ayopaya, departamento de Cochabamba, em 11 de março de 1912. Advogado e economista formado, estudou nos Estados Unidos. Ele foi cofundador do Movimiento Nacionalista Revolucionario (MNR) em 1941, ao lado de Víctor Paz Estenssoro, Hernán Siles e outros. Quando o MNR chegou ao poder após a Revolução Boliviana de 1952, Guevara serviu como ministro das Relações Exteriores no gabinete do presidente Paz Estenssoro (1952–56). Ele foi então nomeado Ministro do Interior pelo Presidente Siles (1956-1960). Muitas vezes visto como o terceiro líder mais alto na hierarquia do MNR (depois de Paz e Siles), o relativamente conservador Guevara colidiu repetidamente por motivos ideológicos com Juan Lechíne outros associados à ala esquerda do partido. Esperando ser o candidato oficial do partido à presidência em 1960, ele o deixou abruptamente para formar sua própria organização política quando Paz Estenssoro decidiu retornar à Bolívia e se candidatar à reeleição. O partido fundado por Guevara foi o Partido Revolucionario Auténtico, em cuja representação concorreu à presidência em 1960, ficando em segundo lugar, atrás de Paz. Em 1964, Guevara apoiou o golpe de estado militar que derrubou o MNR do poder, e mais uma vez serviu como ministro das Relações Exteriores, desta vez para o presidente René Barrientos.
Os longos anos de exílio após o estabelecimento da ditadura do general Hugo Banzer de 1971-78 aproximou Guevara do corpo principal do MNR, agora despojado de seus elementos mais esquerdistas, incluindo Siles e Lechín. Quando as eleições democráticas foram finalmente convocadas novamente em 1978, Guevara concorreu como companheiro de chapa à vice-presidência de Paz Estenssoro. A passagem deles terminou em segundo lugar. Quando aquela disputa eleitoral foi anulada por indícios de fraude, uma segunda foi realizada um ano depois. Guevara desta vez não correu com a fórmula principal, mas foi eleito senador em representação da aliança MNR. Logo, ele foi proclamado presidente do Senado por seus pares. Como nenhum candidato presidencial nas eleições de 1979 havia recebido os 50% dos votos necessários, coube ao Congresso decidir quem deveria ser o primeiro executivo. Para surpresa de muitos, não foi possível chegar a um acordo sobre nenhum candidato, não importa quantos votos foram realizados. As posições endureceram, e nenhuma solução parecia possível, até que uma alternativa foi oferecida na forma do Presidente do Senado, Wálter Guevara, que foi nomeado presidente temporário da Bolívia em agosto de 1979 enquanto aguardava a convocação de novas eleições em 1980.

## Presidente da Bolívia
O mandato de Guevara foi curto e difícil. Diante de uma crescente crise econômica e fiscal, o novo presidente declarou que seria aconselhável prorrogar seu mandato por mais um ano, a fim de permitir que ele tome as medidas adequadas com segurança. Isso foi visto por muitos como uma tomada de poder nua e crua e sua popularidade despencou a tal ponto que ele teve que recorrer a um gabinete puramente tecnocrático na ausência de qualquer apoio do Congresso. Esse impasse foi aproveitado por alguns conspiradores militares, que não gostaram do ritmo acelerado, do tom e dos resultados da restauração democrática.

### Deposto em um golpe sangrento
Em 1º de novembro de 1979, o general Alberto Natusch surpreendentemente derrubou o presidente Guevara em um sangrento golpe de estado que foi resistido pela população urbana. Natusch tomou posse, mas não sem considerável derramamento de sangue. Além disso, os cidadãos continuaram a resistir, liderados por uma greve trabalhista de âmbito nacional convocada pela poderosa Central Obrera Boliviana (COB) de Juan Lechín. No final, Natusch conseguiu ocupar o Palácio Quemado por apenas dezesseis dias, após o que foi forçado a desistir de seu quixotescoluta. A única concessão para salvar as aparências que ele extraiu do Congresso foi a promessa de que Guevara não teria permissão para retomar suas funções como presidente. Essa condição foi acatada e um novo presidente provisório foi encontrado na líder da Câmara dos Deputados (a Câmara dos Deputados), Sra. Lidia Gueiler.

## Carreira posterior
Guevara, embora amargurado pelas estranhas circunstâncias que cercaram sua destituição, reassumiu seu cargo como presidente do Senado em 19 de novembro e continuou a apoiar Paz Estenssoro nas eleições subsequentes (1980,185). Em 1982 foi nomeado embaixador da Bolívia na Venezuela. Em 1989 (já bastante idoso), ele concorreu novamente ao cargo, desta vez como companheiro de vice-presidente de Gonzalo Sánchez de Lozada do MNR. Embora tenham recebido a maioria dos votos, Sanchez e Guevara não aderiram ao Quemado, pois o Congresso escolheu como presidente o terceiro colocado, Jaime Paz.

### Aposentadoria e morte
Guevara então se aposentou da vida pública e morreu em La Paz em 20 de junho de 1996.